# Піраміда Білевича
Піраміда Білевича — родова усипальниця Білевичів висотою 15 м, побудована морським офіцером Олександром Дмитровичем Білевичем в селі Комендантівка Кобеляцького району. Тепер перетворена на храм УПЦ Митрополит Онуфрій .

## Історія
Олександр Дмитрович Білевич – дійсний статський радник, предводитель дворянства Кобеляцького повіту Полтавської губернії. В минулому офіцер російського флоту, учасник російсько-турецької війни 1877-1878 років, зокрема і бойових дій на Балканах.
Доля закинула Олександра Дмитровича Білевича до Єгипту, де він був вражений пам'ятками стародавньої цивілізації. Повернувшись, він збудував у своєму маєткові власну піраміду.

Родовий герб Білевичів

Спорудження піраміди тривало 13 років. Як будівельний матеріал використовували гранітні блоки з місцевого кар'єру, що їх по дерев'яних жолобах тросами затягували нагору, а вапняковий розчин робили на крові свіжозабитої худоби з додаванням яєчних білків (відноситься до легенд та місцевих переказів). 
У піраміді Білевич поховав свою дружину, а через багато років і сам знайшов там спочинок.
За іншими даними, 1864 року передчасно померла дружина Олександра Білевича — Софія, і той на її честь вирішив спорудити Софіївську церкву у вигляді трьох'ярусної піраміди. У першому ярусі, де були іконостас і вівтар, проводили богослужіння.  
Після того, як 1900 у с. Комендатівка згоріла дерев’яна Софіївська церква, О. Д. Білевич дав згоду на добудову до родинного склепу приміщення з метою перетворення його на парафіяльну церкву. Благодійник виділив кошти на закупівлю будівельних матеріалів, а жителі села своїми підводами возили цеглу з Кременчука. Новий храм почав діяти вже 1901 і був освячений, як і попередній, в ім’я св. вмц. Софії. Складався він із двох об’ємів: пірамідиусипальні, яка фактично використовувалася як вівтар, та прибудованого притвору розмірами 7х9 м із двома вікнами, перекритого двосхилою покрівлею з дерев’яним барабаном, увінчаним маківкою та позолоченим хрестом. Вхід до нововлаштованої церкви прикрашав портал, який перенесли з усипальні і встановили на новобудові. Водночас поряд з церквою була збудована сторожка. Церковним старостою жителі села одностайно обрали О. Д. Білевича. 
У 1916 році пішов із життя сам Олександр Білевич і теж був похований в усипальниці поряд з дружиною. 
У роки громадянської війни(1917–1923) піраміда-усипальня, як найвища споруда села, використовувалася в якості спостережного пункту та кулеметної точки. Підтвердженням цьому є вибоїни в гранітові на вершині піраміди.    
Після бурхливих подій 1917 року церкву пограбували, а приміщення пристосували під склад добрив. Лише наприкінці 20 століття були спроби відродити храм-піраміду, відновити богослужіння, але довести розпочате до кінця не вдалося.
Наприкінці 1920х церкву закрили. Було знято хрести, розібрано баню, зруйновано східці, знищено і засипано склеп, вивезено церковне начиння, а приміщення використовувалося для різних господарських потреб.
Під час Другої світової війни у 1943 поряд із церквою розірвався снаряд, і від струсу землі у прибудові по стінах пішли численні тріщини, що унеможливило її використання. Проте після ремонту покрівлі споруду знову почали використовувати для потреб місцевого колгоспу.
Після Другої світової війни крипта піраміди була відкрита. В  [1945?] –  якісь вандали (подейкують, з місцевих) пограбували і знищили поховання. Зникло все оздоблення, а останки Білевичів узагалі невідомо куди поділися. 
У кінці 1970х у ній було влаштовано склад отрутохімікатів та мінеральних добрив, і лише після численних скарг жителів села (кол. церква знаходилася на діючому кладовищі) його перевезли в інше місце. 
Борцем за збереження пам’ятки у 80х став киянин Андрій Федорович Кочубей, уродж. с. Дабинівка Кобеляцького району. Однак його численні звернення в різні інстанції не принесли результату.  
У кінці 1984 було прийняте рішення розібрати церкву-прибудову, а на звільненому місці розмістити ритуальний майданчик.  
Усипальницю піраміду рішенням Полтавської обл. ради 04.12.1984 за № 456 включено до списку пам’ятників архітектури місцевого значення. 
Релігійна громада Софіївська церква відновила діяльність у травні 1997. Зареєстрована 15.05.1997 за № 171 як громада УПЦ МП. 
Керівник релігійної організації – Ніна Яківна Артюх (2008).
У 2008-2010 році священником УПЦ МП було прибудоване приміщення, встановлені пластикові вікна, так піраміда втратила свій історичний вигляд. 
На Великдень 2011 року в піраміді та прибудованому приміщенні було відкрито церкву УПЦ МП.

## Конструкція
З точки зору архітектури піраміда поєднує атрибути двох, абсолютно різних релігій: єгипетського язичництва і християнського православ’я. Ця споруда – єдина в світі піраміда-усипальница (разом з пірамідою Закревського), що мала на своїй вершині православний хрест, а поряд - цвинтарний православний храм, освячені церквою.
Деякі дослідники відносять подібні піраміди до паркових пірамід.
Загалом, таких невеликих пірамід в Європі сьогодні існує лише три, причому дві з них - в Україні, і обидві на Полтавщині. При цьому піраміда Білевича є найвищою з усіх, обігнавши пірамідальну гробницю римського магістрата Гая Цестія Епулона, який помер у 12 році до н. е. і був похований у Римі.
Первісно споруда складалася з чотиригранної піраміди, що у своїй основі мала прямокутник розміром 8,0х9,2 м і була складена з природного тесаного ззовні і бутового зсередини каменю.
Загальна висота піраміди - 15 м, в основі якої лежить квадрат 10х10 метрів. Для того щоб уявити її справжні розміри достатньо глянути на фото. 
Піраміда має три підземні камери - похоронні зали і складні підземні комунікації та ходи. На першому поверсі піраміди розташована обширна зала зі склепінчастою стелею, яка має з двох боків вертикальні прямокутні вікна, в яких залишилися частини, мабуть оригінальних, дерев’яних рам. Тут знаходився храм з вівтарем та іконостасом. Головний вхід до церкви веде з прибудови двостулкові металеві двері, а з протилежного боку є ще один вихід через звичайні металеві двері – зіржавілі та старі на вигляд. Другий поверх піраміди відкривається на всі чотири боки подібними вертикально видовженими вікнами. Колись він використовувався у якості церковної дзвіниці.
Головний вхід у західній стороні піраміди було прикрашено порталом із рожевого шліфованого граніту. Над порталом знаходилася плита з вибитим написом «1877» – рік смерті покійної та хрест. Вхід до каплиці закривали масивні ковані металеві двері. З західного боку споруда також мала невеликі металеві двері. На північній стіні з камінців викладено напис: «София Михайловна Белевич – родилась 1846 г. упокоилась 1877 г.».
У свій час споруду увінчував хрест, від якого на 2007 р. залишався металевий «огризок» основи.
Однією з оповідок про піраміду є та, що, буцімто, під пірамідою тягнеться лабіринт підземних ходів. Насправді, з одного боку в основі піраміди, нижче рівня землі, є склепінчастий вхід, що веде до прямокутної у плані камери розмірами близько 6х2,5м, з напівциліндричним склепінням.
Стіни і склепіння муровані з цегли. Підлога і дальня частина камери засипані товстим шаром спресованої суміші ґрунту та якихось хімікатів (за радянської влади тут був склад добрив).
Гранітні блоки та плити для побудови незвичайного монумента привозили на возах з місцевого кар'єру.

## Розташування
Стоїть піраміда на сільському цвинтарі. 
Доїхати сюди можна з міста Кременчук або з Кобеляк Полтавської області автобусом Кременчук-Кобеляки.

## Світлини

Відновлена могила Білевичів
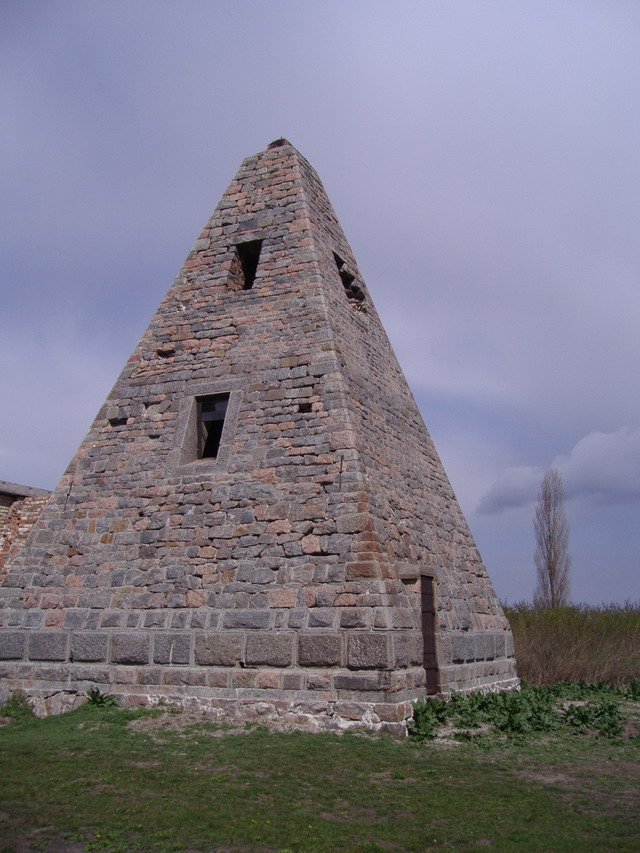
Квітень 2007
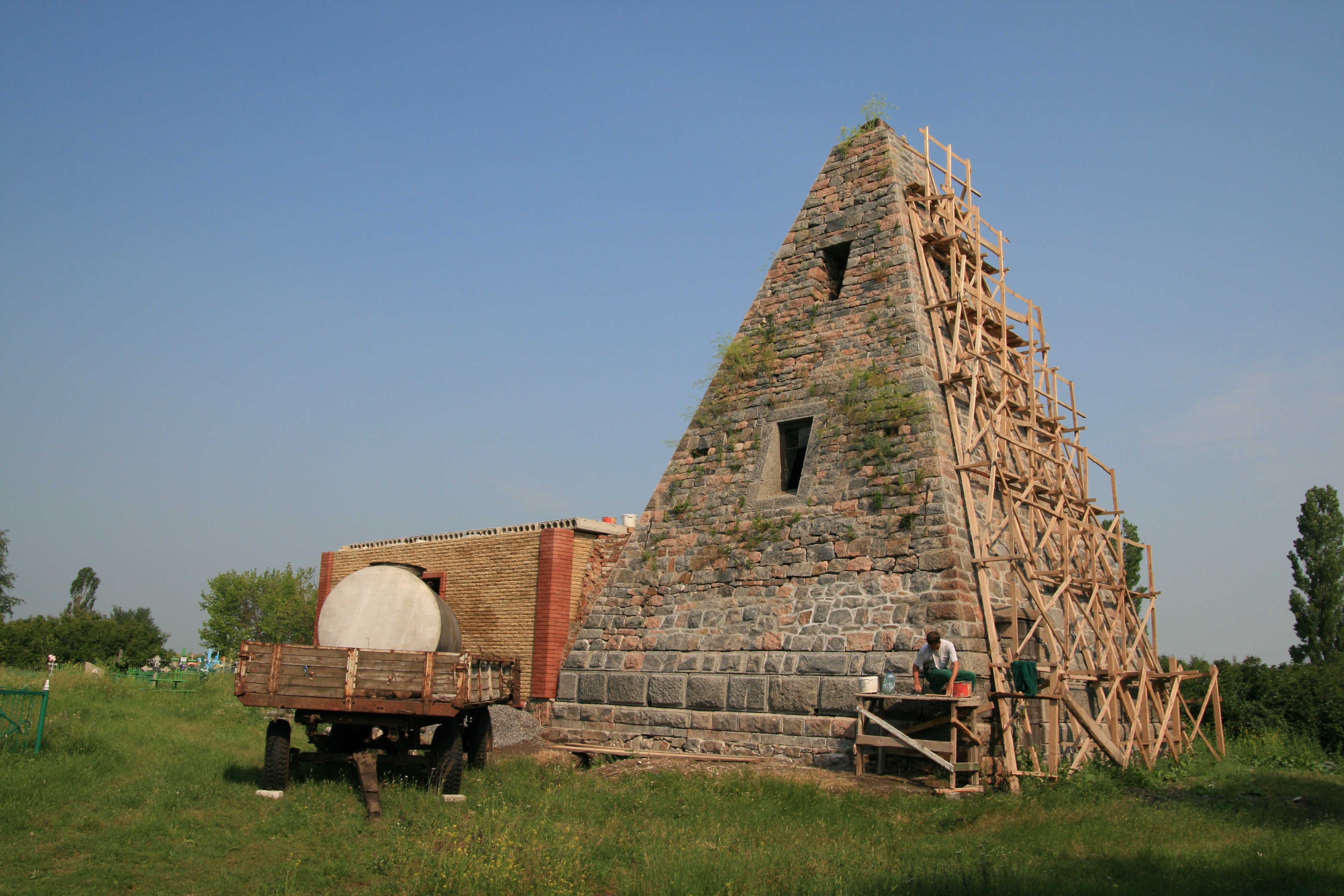
Перебудова усипальні під церкву. 2008 рік
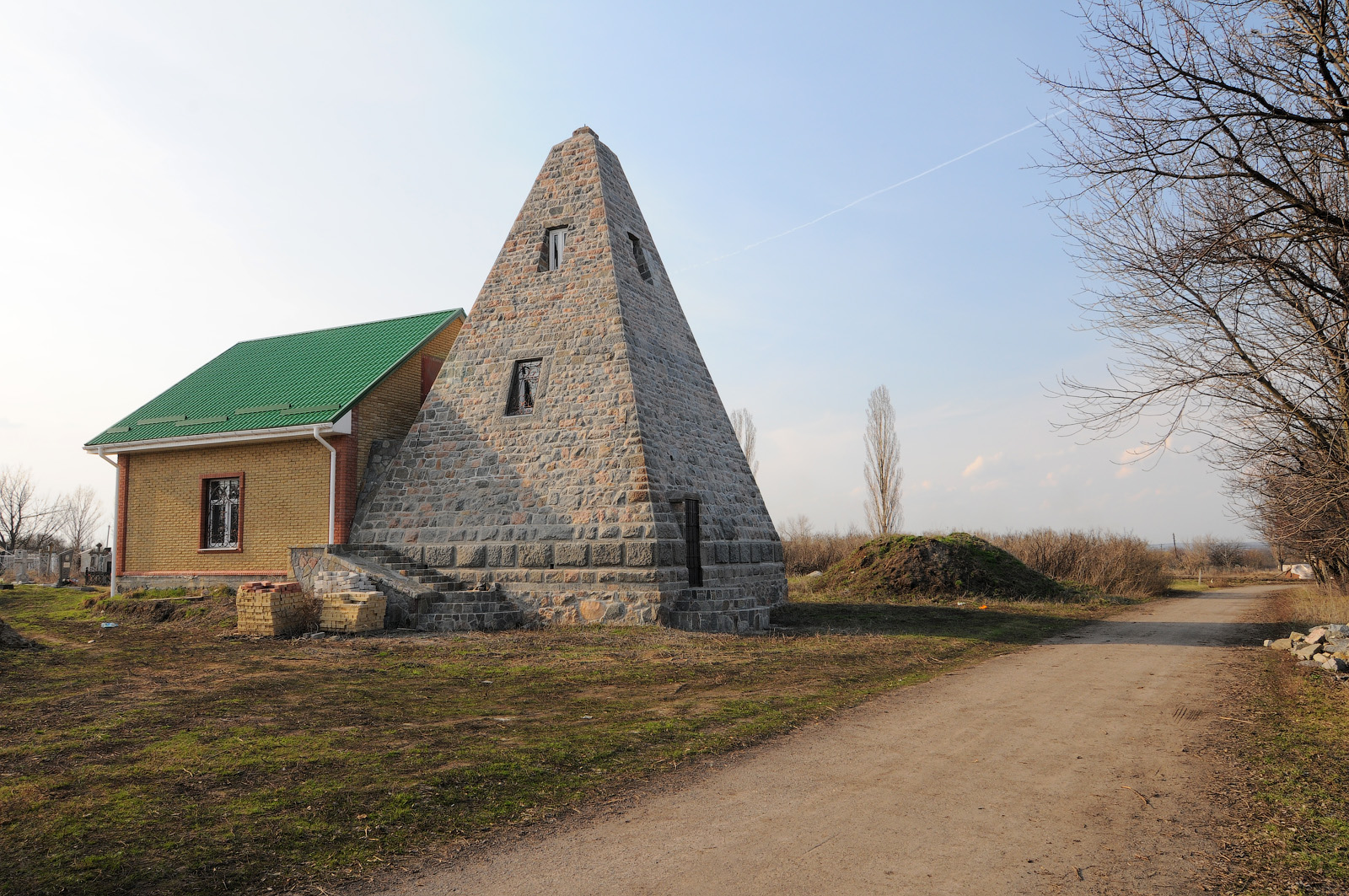
Піраміда-усипальниця з прибудованим приміщення у 2010 році
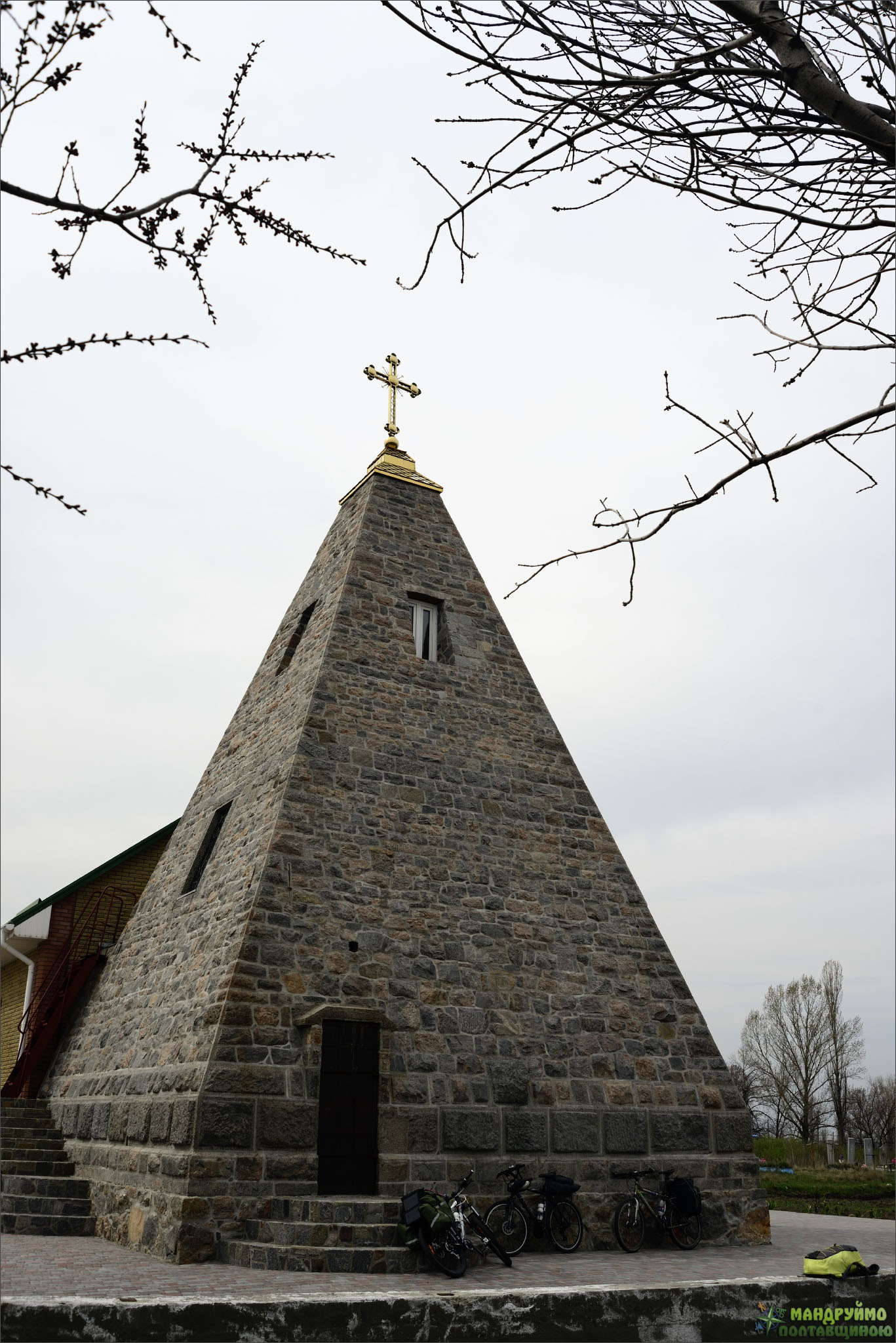
2013 рік
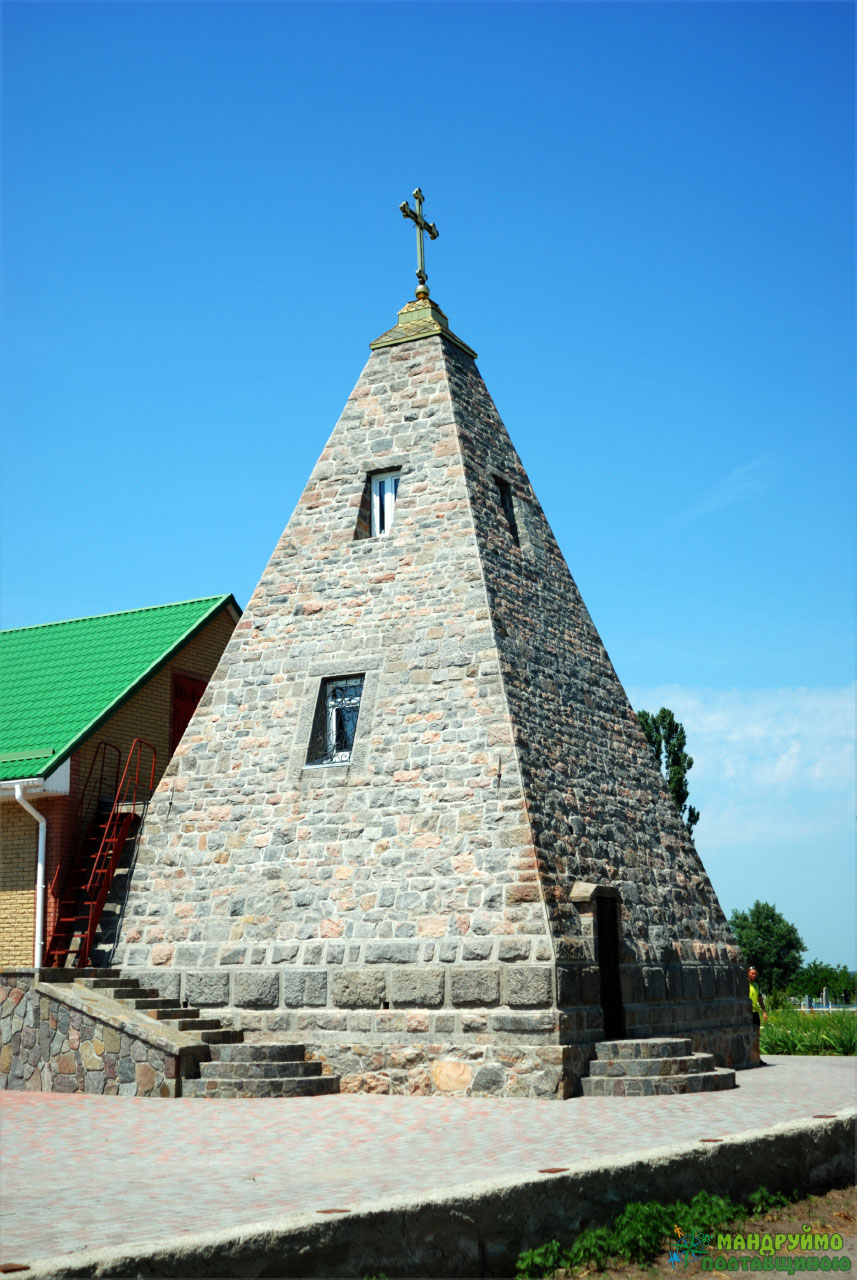
2014 рік